# Enrique Murciano
Pour les articles homonymes, voir Murciano.
Enrique Murciano est un acteur américain, né le 9 juillet 1973 à Miami. Il est principalement connu pour avoir interprété l'agent Danny Taylor dans la série télévisée américaine FBI : Portés disparus diffusée sur CBS.

## Biographie
Enrique Murciano est né et a grandi à Miami en Floride au sein d’une famille d’origine cubaine. Il a suivi des cours à l'Université Tulane à La Nouvelle-Orléans et a ensuite étudié à la Faculté de droit de l'université de Boston avant de se lancer dans une carrière d'acteur. Après s'être installé à Los Angeles,  il suit une formation au Larry Moss Studio.

## Carrière
En 1997, Enrique Murciano débute en tournant dans le film Speed 2 : Cap sur le danger aux côtés de Sandra Bullock et Willem Dafoe.
En 2000, il se fait remarquer grâce à son rôle d’agent des Stups dans le film Traffic de Steven Soderbergh, où il donne la réplique à Don Cheadle dans plusieurs scènes. 
Il tourne ensuite dans La Chute du faucon noir réalisé par Ridley Scott, et sa rencontre avec Jerry Bruckheimer lui permet d’obtenir en 2002 le rôle de Danny Taylor dans la série FBI : Portés disparus.
En 2005, il joue dans Adieu Cuba, premier film réalisé par Andy Garcia, avec notamment Robert Duval, Dustin Hoffman et Bill Murray. 
La même année, il retrouve Sandra Bullock dans Miss FBI : Divinement armée.
Enrique Murciano poursuit sa carrière à la télévision avec des rôles dans NCIS : Enquêtes spéciales, Les Experts et 666 Park Avenue. 
En 2014, il est à l’affiche du blockbuster La Planète des singes : L'Affrontement aux côtés de Jason Clarke et Keri Russell.
La même année, il obtient un rôle récurrent dans la série Power, produite par le rappeur 50 Cent.
En 2015, il incarne Marco Diaz dans Bloodline , la nouvelle série des créateurs de Damages.

## Vie privée
Entre 2002 et 2003, Enrique Murciano a eu une relation avec l'actrice Molly Sims.
En 2006, il apparaît à la septième place dans la liste « des hommes vivants les plus sexy » selon le magazine américain People.
Il était en couple avec le mannequin anglais Lily Cole de 2008 à 2011. 
Il a ensuite eu une relation avec le mannequin Barbara Fialho.
En 2018, il a fréquenté le mannequin Toni Garrn.

## Filmographie

### Cinéma
- 1997 : Speed 2 : Cap sur le danger (Speed 2: Cruise Control) de Jan de Bont : Alejandro
- 2000 : Traffic, de Steven Soderbergh : Agent DEA
- 2001 : La Chute du faucon noir (Black Hawk Down) de Ridley Scott : Sgt. Lorenzo Ruiz
- 2003 : Cafe and Tobacco, de Michael Justiz ... Tico
- 2005 : Miss FBI : Divinement armée (Miss Congeniality 2: Armed & Fabulous), de John Pasquin : Jeff Foreman
- 2005 : Adieu Cuba (The Lost City), d'Andy Garcia : Ricardo Fellove
- 2006 : How to Go Out on a Date in Queens, de Michelle Danner : Junior
- 2008 : Máncora, de Ricardo de Montreuil : Iñigo
- 2014 : La Planète des singes : L'Affrontement (Dawn of the Planet of the Apes), de Matt Reeves
- 2016 : Beauté cachée (Collateral Beauty) de David Frankel : Stan
- 2017 : Bright de David Ayer : Poison
- 2017 : Pire Soirée (Rough Night) de Lucia Aniello : Inspecteur Ruiz
- 2022 : Father of the Bride de Gary Alazraki
- 2023 : Miranda's Victim de Michelle Danner : le détective Carol Cooley

### Télévision
- 1999 : Le Caméléon (The Pretender), créée par Steven Long Mitchell et Craig W. Van Sickle (Saison 4, Épisode 4) : Tony, l'interne
- 1999 : Susan (Suddenly Susan), créée par Clyde Phillips (Saison 3, Episode 12) : Enrique
- 2001 : Spyder Games, créée par Valerie Ahern et Christian McLaughlin : Francisco Torres
- 2002-2009 : FBI : Portés disparus (Without a Trace), créée par Hank Steinberg (Saisons 1 à 7) : Danny Taylor
- 2002 : Star Trek: Enterprise, créée par Rick Berman et Brannon Braga (Saison 1, Épisode 17 : L'Esprit vulcain) : Tolaris
- 2009 : Les Experts (CSI : Crime Scene Investigators), créée par Anthony E. Zuiker (Saison 10, Episode 4) et saison 12 épisode 20
- 2010 : Off the Map : Urgences au bout du monde, créée par Shonda Rhimes
- 2010 : Trois Bagues au doigt (Marry Me) de James Hayman (Téléfilm) : Harry
- 2011 : Medium, créé par Peter Werner (Saison 7 Épisode 13) : Luis Amenabar
- 2011 : NCIS : Enquêtes spéciales, créée par Donald Bellisario (Saison 8 Épisode 20, 24 et saison 9 épisode 13) : Ray Cruz (agent de la CIA)
- 2012 : 666 Park Avenue, créée par David Wilcox (Saison 1) : Dr Todd Scott
- 2014 : Power créée par Courtney Kemp Agboh : Felipe Lobos
- 2015 : Bloodline de Todd A. Kessler, Glenn Kessler et Daniel Zelman  : Marco Diaz
- 2016 : Hap and Leonard de Jim Mickle et Nick Damici : Raoul
- 2017 : Blacklist : Agent Spécial Julian Gale
- 2017 : The Saint de Simon West : l'inspecteur Fernack
- 2019 : Tell Me Your Secrets : Peter Jamison
- 2021 : Panic
- 2023 : The Night Agent : Ben Almora